# Colopea pusilla
Colopea pusilla is een spinnensoort uit de familie Stenochilidae. De soort komt voor in de Filipijnen.